# Arracão (estado)
Arracão, ou Raquine (Rakhine), segundo o regime birmanês atual, é um estado da Birmânia (ou Mianmar), cuja capital é Sittwe. De acordo com o censo de 2019, havia 3 325 116 habitantes.